# Ray McCarey
Raymond Benedict "Ray" McCarey (6 de setembro de 1904 — 1 de dezembro de 1948) foi um diretor de cinema norte-americano. Começou a trabalhar na Hal Roach Studios, onde ele se especializou em curtas-metragens com Our Gang e Laurel & Hardy. Também trabalhou com Roscoe Arbuckle, The Three Stooges, Lucille Ball, Bing Crosby, Louis Armstrong e Dorothy Dandridge, entre muitos outros. Dirigiu 62 filmes  entre 1930 e 1948. Foi irmão do diretor Leo McCarey e ocasionalmente foi anunciado como Raymond McCarey, mas geralmente como Ray McCarey.